# Roseraie de la Cour de Commer

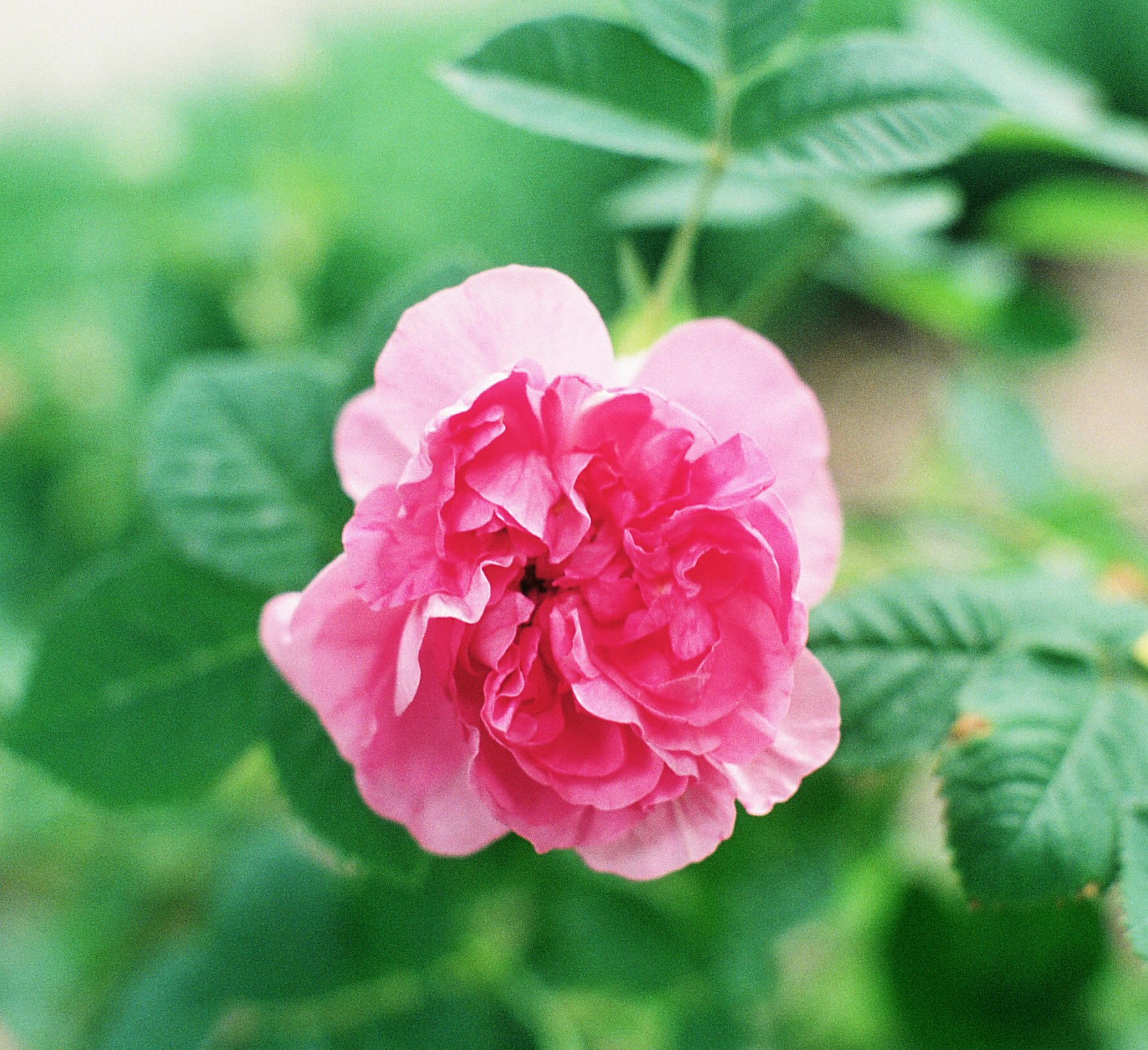
Rose 'Impératrice Joséphine', variété présente à Commer.

La roseraie de la Cour de Commer est une roseraie et jardin botanique de 1,5 hectare qui se trouve à Commer. Elle est spécialisée dans les roses anciennes et surtout les roses galliques.
C'est une collection nationale pour le Conservatoire des collections végétales spécialisées grâce à sa collection de roses galliques, comprenant plus de trois cents variétés.

## Localisation
La roseraie se situe à la Cour, hameau de la commune de Commer, en Mayenne. Elle est ouverte au public pendant tout le mois de juin.

## Histoire
Les roses galliques étaient cultivées par les Grecs et les Romains, et venaient d'Europe centrale et d'Asie mineure. À la Révolution française, elles représentaient la moitié des roses cultivées en France.
Passionné de ce genre de roses, François Joyaux, grand spécialiste des roses de France et auteur de plusieurs ouvrages sur les roses anciennes, est le fondateur de l'association « Rosa Gallica », et à partir de 1992 il crée la Cour de Commer, dont la collection de roses anciennes est exceptionnelle.
En 2018, elle comprend environ 1 300 roses. C'est une collection de roses galliques (ou roses de France) qui est classée en 1998 comme « collection nationale », avec 300 variétés de roses galliques, et donc la plus importante de France et de l'étranger. Le catalogue de cette collection a été publié en 1998 par l'Imprimerie nationale sous le titre La Rose de France. Elle comprend aussi d'autres roses anciennes.

## Collections botaniques
La collection abrite 1 300 roses de 800 variétés de roses anciennes.
Les rosiers présents sont surtout des arbustes d'1 à 1,50 m de hauteur aux fleurs de couleur rose, violacée, pourpre, etc. et plutôt parfumées. La plupart sont non remontantes, ce qui explique que le jardin n'est ouvert qu'en juin.